# Abondance (formatge)
L’abondance és un formatge de pasta premsada semicuita francès amb denominació d'origen, elaborat a la regió del Roine-Alps, departament de l'Alta Savoia, a prop de la frontera amb Suïssa. Es tracta d'una regió muntanyosa, entre el llac Leman i el país del Mont Blanc. La localitat d'Abondance dona nom al formatge i a la raça bovina de la qual s'obté la llet amb què es realitza. Té una olor forta i un sabor complex i característic, barreja d'acidesa i dolçor, i un regust durador. La crosta, incloent la capa grisa inferior, no és comestible.

## Història
La raça bovina abondance va ser desenvolupada abans del segle xi pels monjos del monestir de Sainte Marie d'Abondance, ubicat a prop de la frontera amb Suïssa. Des del segle xiv, aquesta regió ha estat ben coneguda pel formatge que produïen els monjos d'aquesta abadia, així com els de Saint-Maurice d'Agaune, al Valais, que servien al papat d'Avinyó. Quan l'any 1381 es va reunir el conclave a Avinyó per elegir un nou papa, es van enviar quinze quintars (1.500 kg) d'aquest formatge. La reputació es va mantenir al llarg dels segles, i es considerà un dels favorits del rei francès Lluís XIV. L'AOC va ser atorgada el 1990.

## Terrer d'elaboració
L'àrea definida cobreix una gran part del departament de l'Alta Savoia. És molt més gran que la Vall de l'Abondance i va molt més enllà del Chablais francès, i s'estén incloent els massissos de Giffre, Borns i Aravis. L'AOP Abondance deu més el seu nom a la raça Abondance que al lloc de producció.
El sistema de producció de l'abondance és un pasturatge de muntanya ubicat a la part més alta del departament de l'Alta Savoia. El terreny crea múltiples microclimes depenent de l'elevació, exposició o orientació de les valls i els vents predominants. Els hiverns són molts freds, rigorosos i llargs; les precipitacions són elevades.

## Elaboració

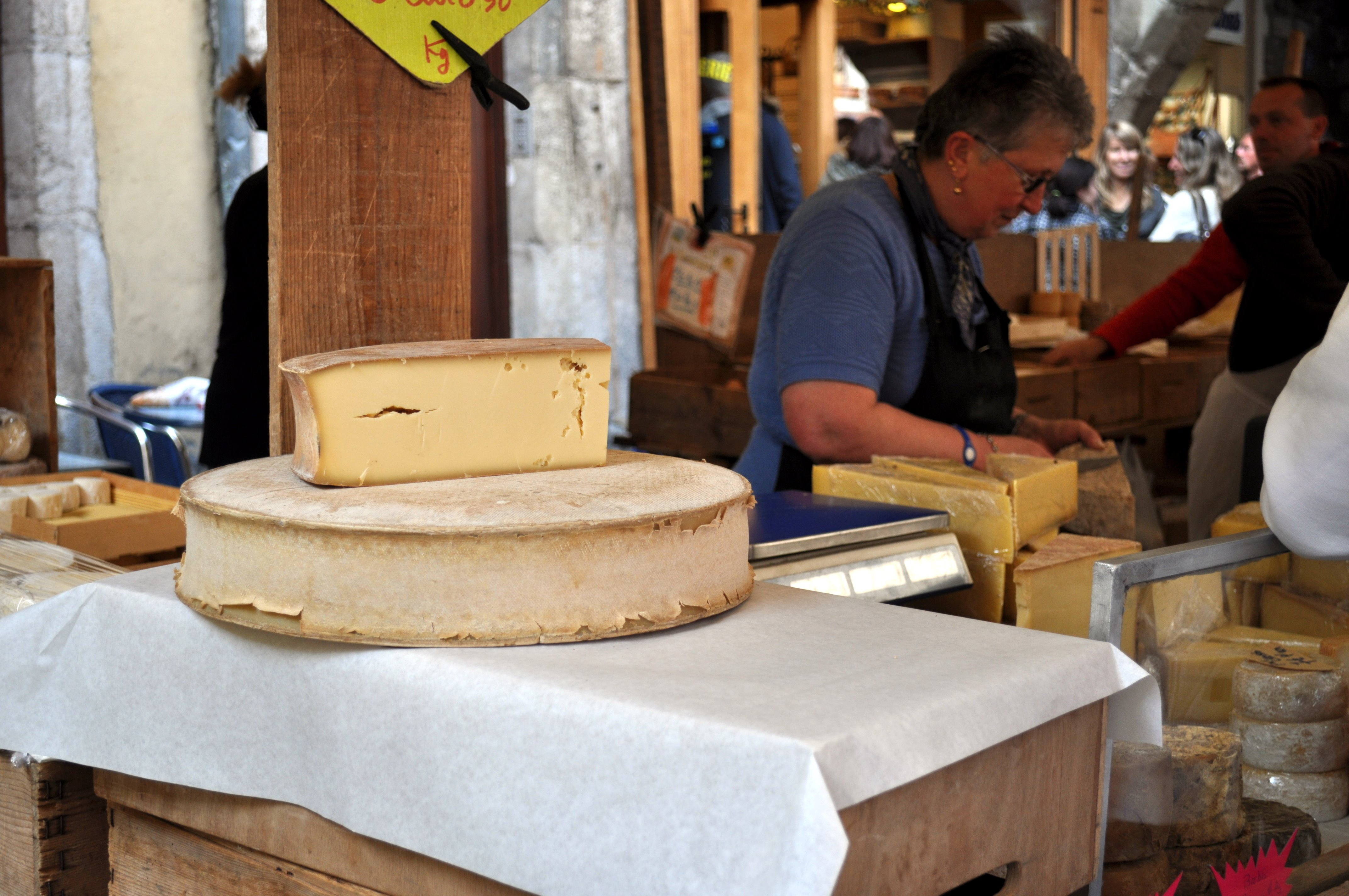
Rodes d'abondance

Es necessiten 100 litres de llet de vaca per elaborar un únic formatge de 9,5 kg. Quan s'afegeix el quall, la llet s'escalfa a 33 °C. La coagulació triga 35 minuts. La quallada es talla en trossos petits i s'agita per separar el sèrum. La quallada es torna granulada. El sèrum, que sol llençar-se, conté proteïnes. La quallada s'escalfa després a 47 °C durant 45 minuts. El sèrum continua separant-se i la quallada s'agrupa en grans de color lletós, consistència gomosa i sabor dolç. La calor seca la quallada i la cou. Si s'escalfa massa de pressa o en excés, la pasta pot trencar-se o inflar-se durant l'envelliment. La quallada s'ajunta i es retira mitjançant una gasa. Es premsa en un motlle anular de fusta amb base de gasa. Amb una corda pot ajustar-se el diàmetre del formatge, que sobresurt del cèrcol. S'apilen set o vuit motlles plens i es premsen durant 20 minuts en una premsa. Els grans de la quallada comencen a ajuntar-se.
En un segon premsat, els motlles es giren i es col·loquen etiquetes de caseïna. Després del quart voltejat, quan la gasa humida es canvia per una seca, les formes es premsen amb la màxima força. Els grans de quallada es fonen i el formatge adopta la seva forma final. Es treu del motlle i es deixa un dia a 13-16 °C perquè la pasta es refredi sense que l'escorça s'assequi. Després el formatge es remulla en salmorra durant 12 hores per accelerar la formació de l'escorça, millorar l'aspecte i reduir el risc de floridura. Es deixa assecar de manera natural durant 24 hores a 12-14 °C.
La maduració té lloc durant un mínim de 90 dies en una cava ben ventilada a 12 °C i 95% d'humitat. En dies alterns es frega la superfície del formatge amb sal gruixuda i s'eixuga amb un drap xopat en morge (barreja de salmorra amb la substància enganxosa, de color marró clar, que es troba en la superfície dels formatges vells). L'acció abrasiva de la sal limita el creixement de floridura i ajuda a formar una escorça forta que conserva durant molt de temps aquest formatge gran.
Es produeixen 2.000 tones cada any, en versions artesanals, de cooperativa i industrials. D'aquestes, 670 tones són fabricades en granja. Els fermier porten una etiqueta ovalada i blava de caseïna i la resta una etiqueta quadrada. L'affinage triga com a mínim 100 dies, durant els quals es treu un màxim de tres mostres del nucli del formatge amb una sonda.